# Chuda Mnichowa Studnia
Chuda Mnichowa Studnia (Szczelina Mnichowa) – jaskinia w Dolinie Małej Łąki w Tatrach Zachodnich. Wejście do niej znajduje się w północnym zboczu Mnichowych Turni, w Głazistym Żlebie,  na wysokości 1649 metrów n.p.m. Długość jaskini wynosi 50 metrów, a deniwelacja 22 metry. Łączy się ona prawdopodobnie z jaskinią Pomarańczarnia.

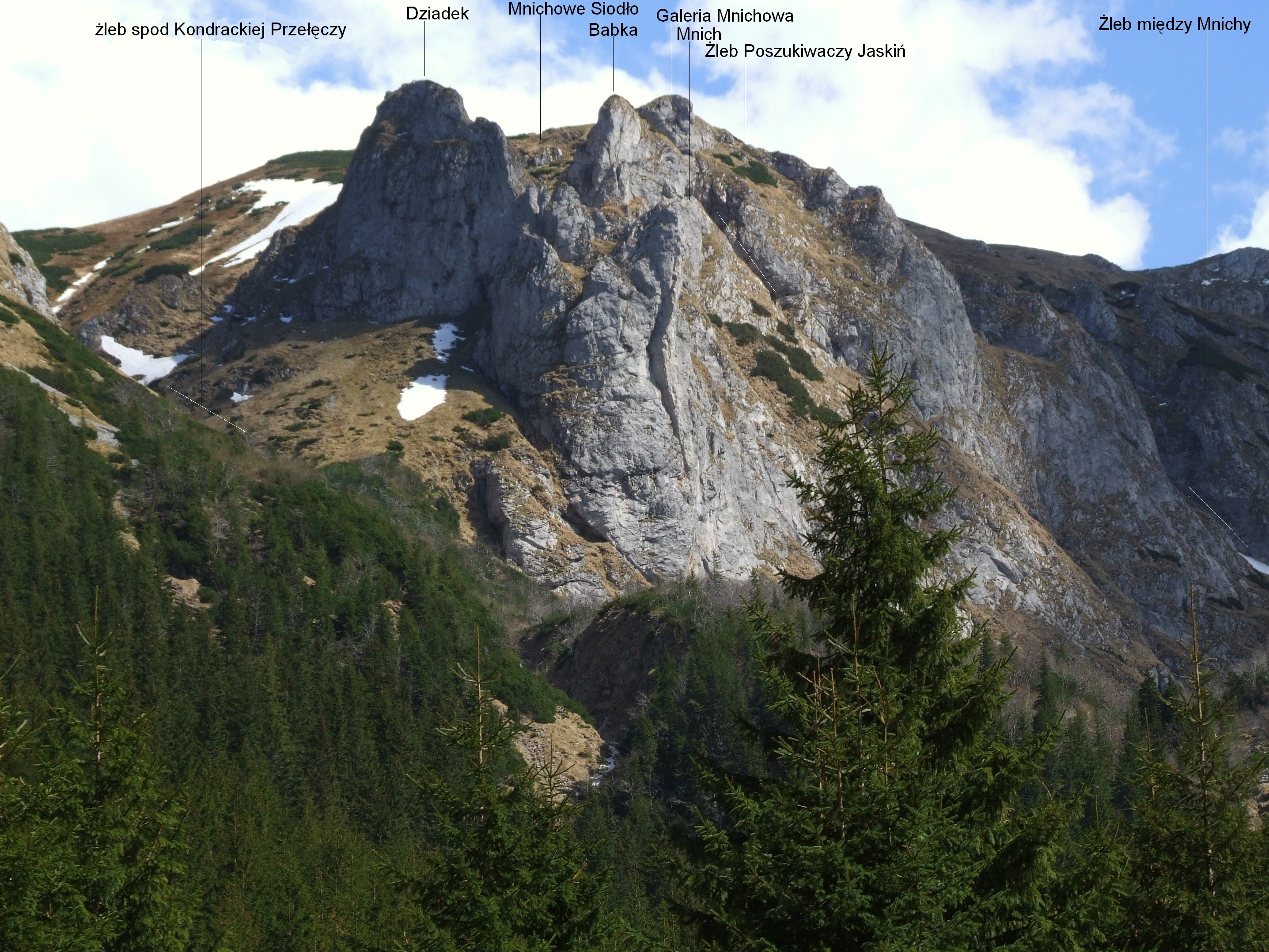
Mnichowe Turnie

## Opis jaskini
Jaskinia zaczyna się salką na której dnie leży zwykle płat śnieżno-lodowy. Ma ona około 10 metrów wysokości. Odchodzi z niej ciąg kończący się ślepo po 5-metrach, a także korytarz, który przez przełaz i próg idzie nad okrągły, ciasny otwór prowadzący do 12-metrowej Chudej Studni. Z dna studni można idąc do góry, przez niski przełaz, wejść do Komory Końcowej (6 metrów wysokości). W jej stropie znajduje się komin prowadzący w kierunku jaskini Pomarańczarnia.

## Przyroda
W jaskini prawdopodobnie cały rok leży lód. Światło sięga do kilkunastu metrów w głąb od otworu.
W okolicach otworu wejściowego rosną rośliny kwiatowe (głównie trawy), nieco głębiej mchy, glony i porosty.
W jaskini można spotkać nietoperze i owady (m.in. komary, pająki, muchy).

## Historia odkryć
Jaskinia została odkryta 21 września 1962 roku przez M. Lewandowskiego (STJ KW Kraków) oraz B. Koisara i H. Gorszczyńskiego (STJ KW Katowice), którzy pozostawili w Komorze Końcowej kopczyk z kartką zawierającą datę pierwszego zwiedzania, ich nazwiska i przynależność klubową. Później o jaskini zapomniano.
Kopczyk i kartkę odkrywców znaleziono dopiero podczas prac nad inwentaryzacją jaskiń tatrzańskich, gdy po wielu nieudanych próbach, odnaleziono otwór. Dokumentację jaskini sporządziła wtedy (24 lipca 1981 roku) I. Luty przy współpracy A. Skarżyńskiego.